# Brooks Curry
Brooks Curry (20 januari 2001) is een Amerikaanse zwemmer. Hij vertegenwoordigde zijn vaderland op de Olympische Zomerspelen 2020 in Tokio.

## Carrière
Bij zijn internationale debuut, tijdens de Olympische Zomerspelen van 2020 in Tokio, zwom Curry samen met Blake Pieroni, Bowen Becker en Zach Apple in de series van de 4×100 meter vrije slag. In de finale veroverden Pieroni, Becker en Apple samen met Caeleb Dressel de gouden medaille. Voor zijn aandeel in de series ontving Curry eveneens de gouden medaille.

## Internationale toernooien
| Jaar | Olympische Spelen                              | WK langebaan | WK kortebaan   | PanPacs | Pan-Amerikaanse Spelen |
| ---- | ---------------------------------------------- | ------------ | -------------- | ------- | ---------------------- |
| 2021 | 4×100m vrije slag · Curry zwom enkel de series |              | 13-18 december |         |                        |

## Persoonlijke records
Bijgewerkt tot en met 19 juni 2021
Langebaan
| Afstand         | Tijd  | Datum        | Plaats |
| --------------- | ----- | ------------ | ------ |
| 50m vrije slag  | 22,08 | 19 juni 2021 | Omaha  |
| 100m vrije slag | 48,19 | 17 juni 2021 | Omaha  |